# 프리덤 플라자
프리덤 플라자(영어: Freedom Plaza)는 원래 웨스턴 플라자(Western Plaza)로 알려졌으며, 미국 워싱턴 D.C. 노스웨스트에 있는 개방형 광장으로, 14번가와 펜실베이니아 애비뉴 북서쪽에 위치하며 퍼싱 공원과 인접해 있다. 광장에는 상감기법으로 워싱턴 시에 대한 피에르 (피터) 찰스 랑팡의 계획이 부분적으로 묘사되어 있다. 미국 국립공원관리청은 이 광장을 펜실베이니아 애비뉴 국립 역사 지구의 일부로 관리하며 광장의 활동을 조정한다.
컬럼비아 특별구 정부의 청사인 존 A. 윌슨 빌딩과 1835년 개관 이래 모든 미국 대통령이 방문했던 역사적인 내셔널 시어터가 광장을 마주보고 있다. 북쪽과 서쪽에는 세 개의 대형 호텔이 있다. 월도프 아스토리아 워싱턴 D.C.가 들어서 있는 옛 우체국 건물은 남동쪽에 위치한다.

## 역사

### 20세기
펜실베이니아 애비뉴 개발 공사는 "웨스턴 플라자"를 건설했으며, 1980년 11월 1일 봉헌되었다 (참조: 펜실베이니아 애비뉴의 역사). 이 광장은 1988년에 근처 윌라드 호텔에서 "I Have a Dream" 연설을 준비했던 마틴 루터 킹 주니어를 기리기 위해 "프리덤 플라자"로 이름이 변경되었다. 그 해에 성경, 가운, 그리고 다른 킹 유물들이 담긴 타임캡슐이 이 장소에 묻혔다. 이 캡슐은 2088년에 다시 개봉될 예정이다.

### 21세기
이 광장은 댄 브라운의 2009년 소설 로스트 심벌의 배경 중 하나이다.
2011년에 이 광장은 워싱턴 D.C. 점령 운동 시위 장소 중 하나였다.
2014년에 미국 계획 협회는 프리덤 플라자가 정치 시위 및 기타 행사에 인기 있는 장소라고 언급했다. 그러나 워싱턴 비즈니스 저널의 기자는 "존 A. 윌슨 빌딩 맞은편의 콘크리트 공간이 잘 계획되었다는 의미는 아니다"라고 말했다. 많은 관찰자들은 이 장소를 "실패작"으로 간주한다.
2020년 7월 17일, 광장에서는 도널드 트럼프 대통령을 조롱하는 두 개의 살아있는 동상이 전시되었다. 트럼프 동상 이니셔티브는 바이올리니스트와 함께 오전 9시 30분경 라이브 디스플레이를 설치했다. 이 전시는 오후까지 사라졌다.
2020년 11월 14일 오전, 도널드 트럼프 대통령의 지지자 수천 명이 "밀리언 마가 행진"과 관련된 일련의 시위를 위해 프리덤 플라자 안팎에 모였다. Women for America First와 March for Trump를 포함한 여러 단체는 11월 3일 대통령 선거 결과에 항의하기 위해 이 행사를 조직했다. 반대 시위자들은 나중에 시위자들과 대치하여 저녁 동안 폭력이 발생했다.
2020년 12월 12일, 광장 안팎에서 트럼프 지지 시위가 벌어져 야간 반대 시위, 폭력, 체포로 이어졌다.
2024년 1월 13일, 프리덤 플라자는 가자를 위한 워싱턴 행진 기간 동안 장소로 사용되었다. 시위 주최측에 따르면 약 40만 명의 시위대가 광장 근처에 있었다.

## 특징
이 광장은 건축가 로버트 벤투리의 원본 디자인을 미국 미술 위원회가 승인하여 수정한 것이다. 대부분 돌로 이루어진 광장에는 워싱턴 시에 대한 랑팡의 계획이 부분적으로 그려져 있다. 광장의 대부분은 도로면보다 높다. 광장 동쪽 끝에는 1910년에 설치된 카지미에시 푸와스키의 기마상이 있다.
광장의 솟아오른 부분의 표면은 어두운색과 밝은색 대리석으로 구성되어 있으며 랑팡의 계획을 나타낸다. 황동 윤곽선은 백악관과 미국 국회의사당의 위치를 표시한다. 도시 방문객과 거주자들의 도시에 대한 인용문이 대리석 표면에 새겨져 있다. 화강암 옹벽은 일정한 간격으로 화분으로 장식되어 광장 가장자리를 이룬다. 화강암 벽으로 된 분수는 광장의 서쪽 부분에 흐른다.
컬럼비아 특별구와 미국 국기가 게양된 깃대는 특별구 청사 입구 맞은편 광장에서 솟아 있다. 광장에는 미국의 국장이 새겨진 금속 명판도 있으며, 그 뒤에는 국장의 역사와 용도를 설명하는 비문이 있다. 이 광장은 13번가와 E가 북서쪽에 있는 Civil War to Civil Rights Downtown Heritage Trail의 정류장 W.7에 있는 "프리덤 플라자" 역사 표지판에서 남쪽으로 한 블록 떨어져 있다.
광장은 스케이트보드에 인기 있는 장소이지만, 불법 스포츠는 석조물, 벽, 계단 및 조각품을 손상시키며 지속적인 법 집행 및 관리 문제를 야기한다. 인기 있는 웹사이트들은 이 지역이 스케이트보드 활동에 매력적이라고 광고한다. 또한, 훼손자들이 "스케이트보드 금지" 표지판을 제거했다.

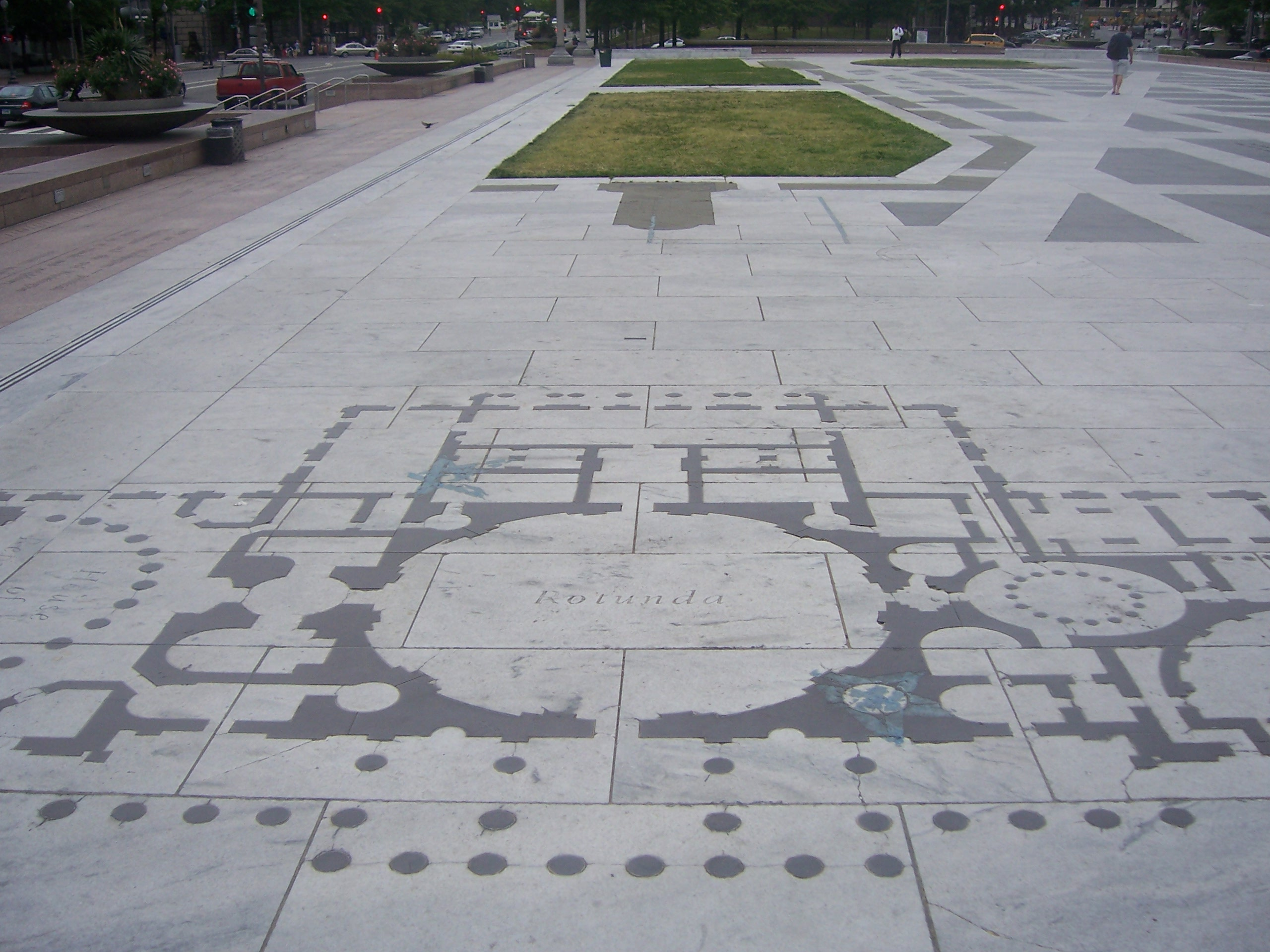
2006년 프리덤 플라자에 상감된 미국 국회의사당 평면도
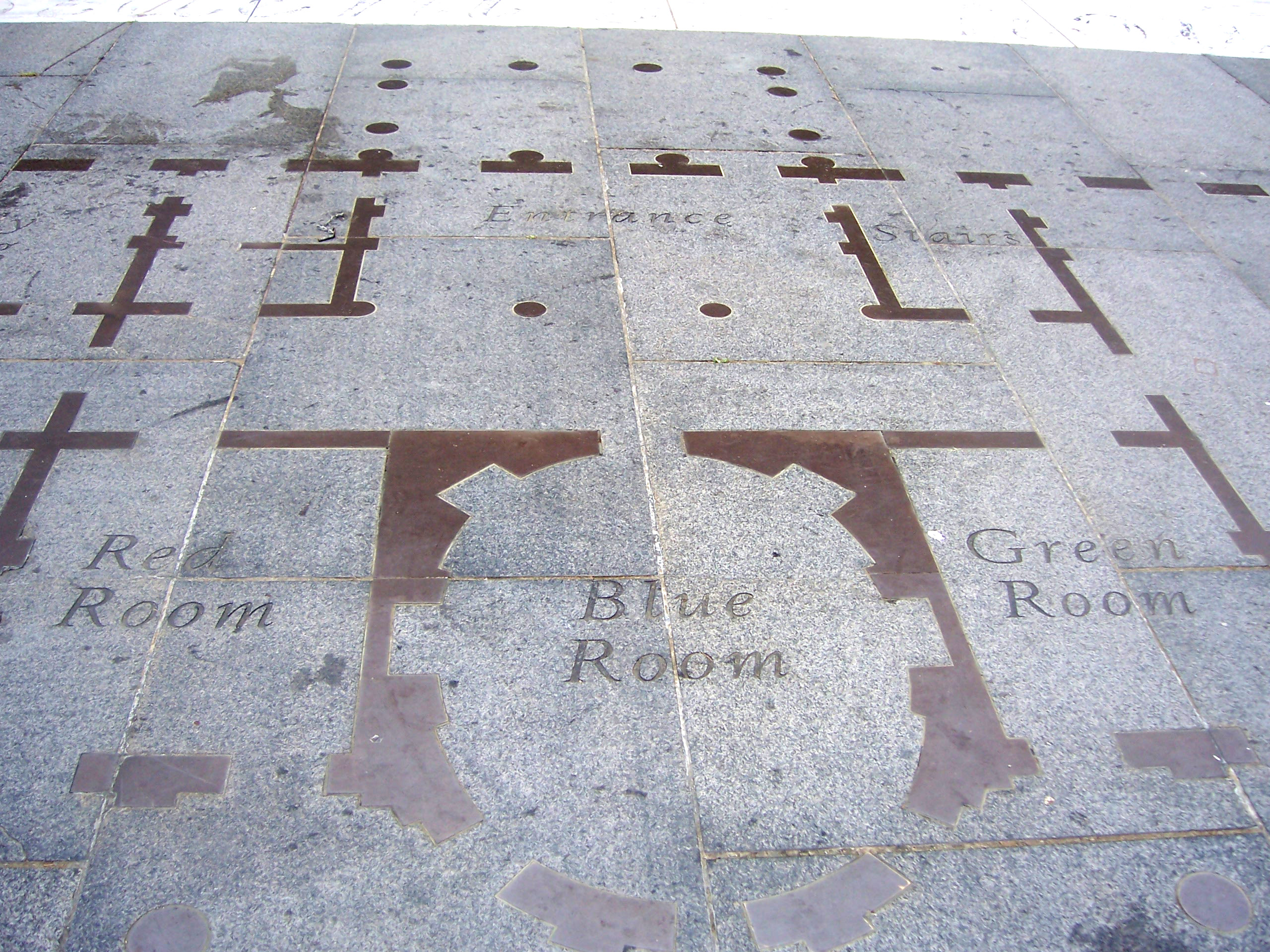
2006년 프리덤 플라자에 상감된 백악관 평면도
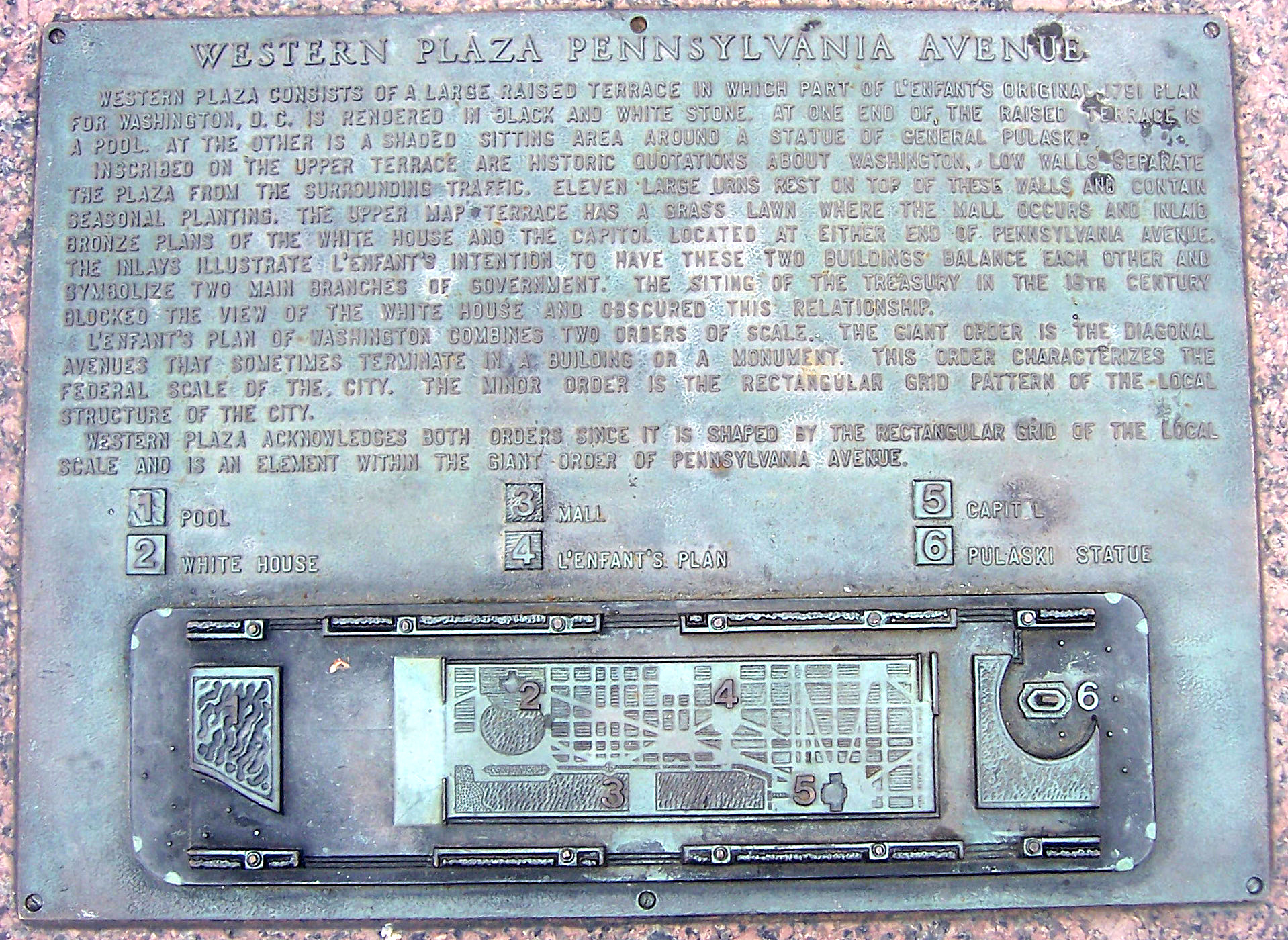
웨스턴 플라자 명판: 플라자와 랑팡 계획의 역사 및 특징 설명. 명판에 새겨진 삽화는 2006년 플라자의 주요 요소 위치를 보여준다.
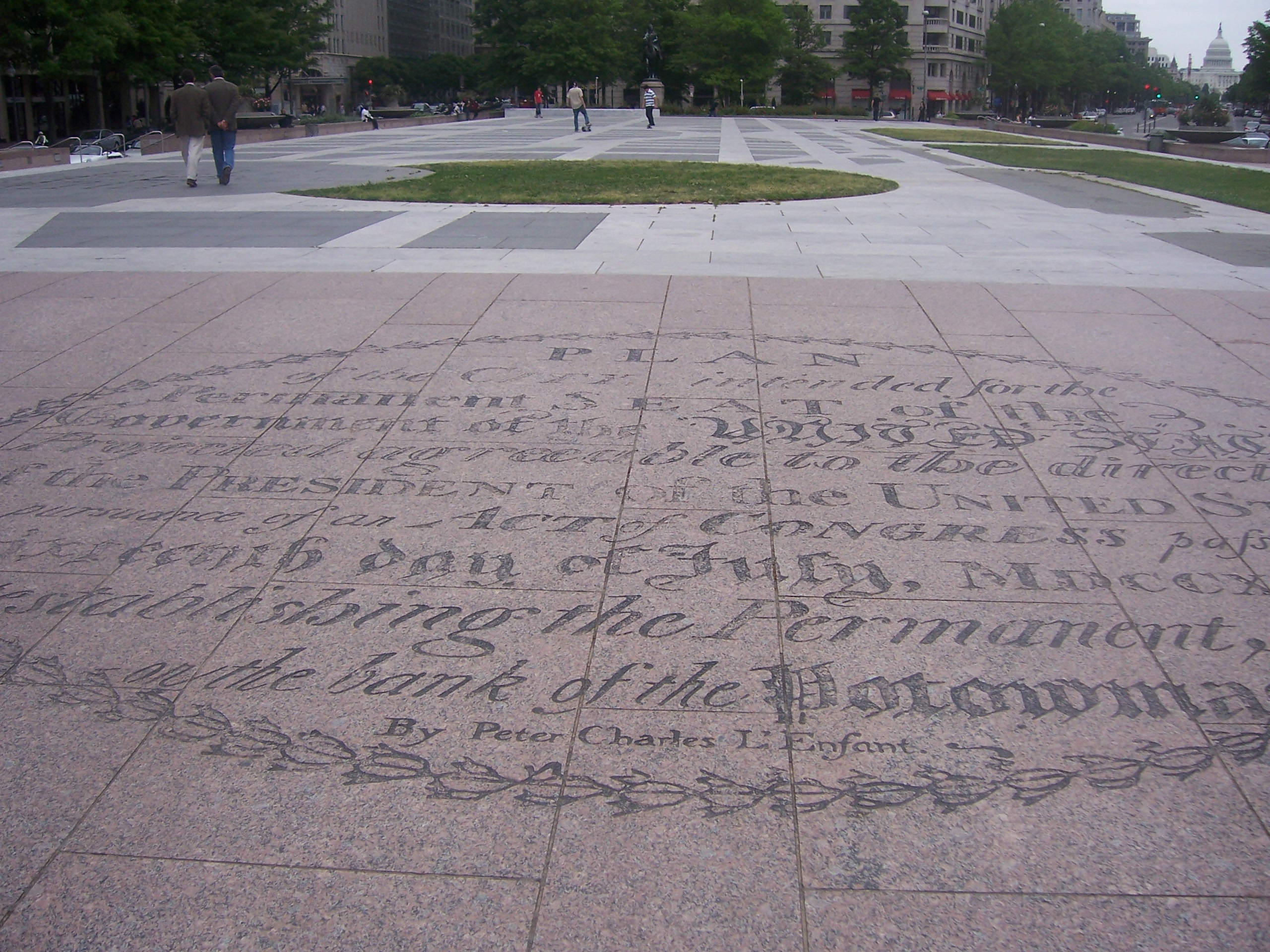
2006년 프리덤 플라자에 상감된 랑팡 계획의 제목과 "피터 찰스 랑팡 저"라는 문구가 담긴 타원형
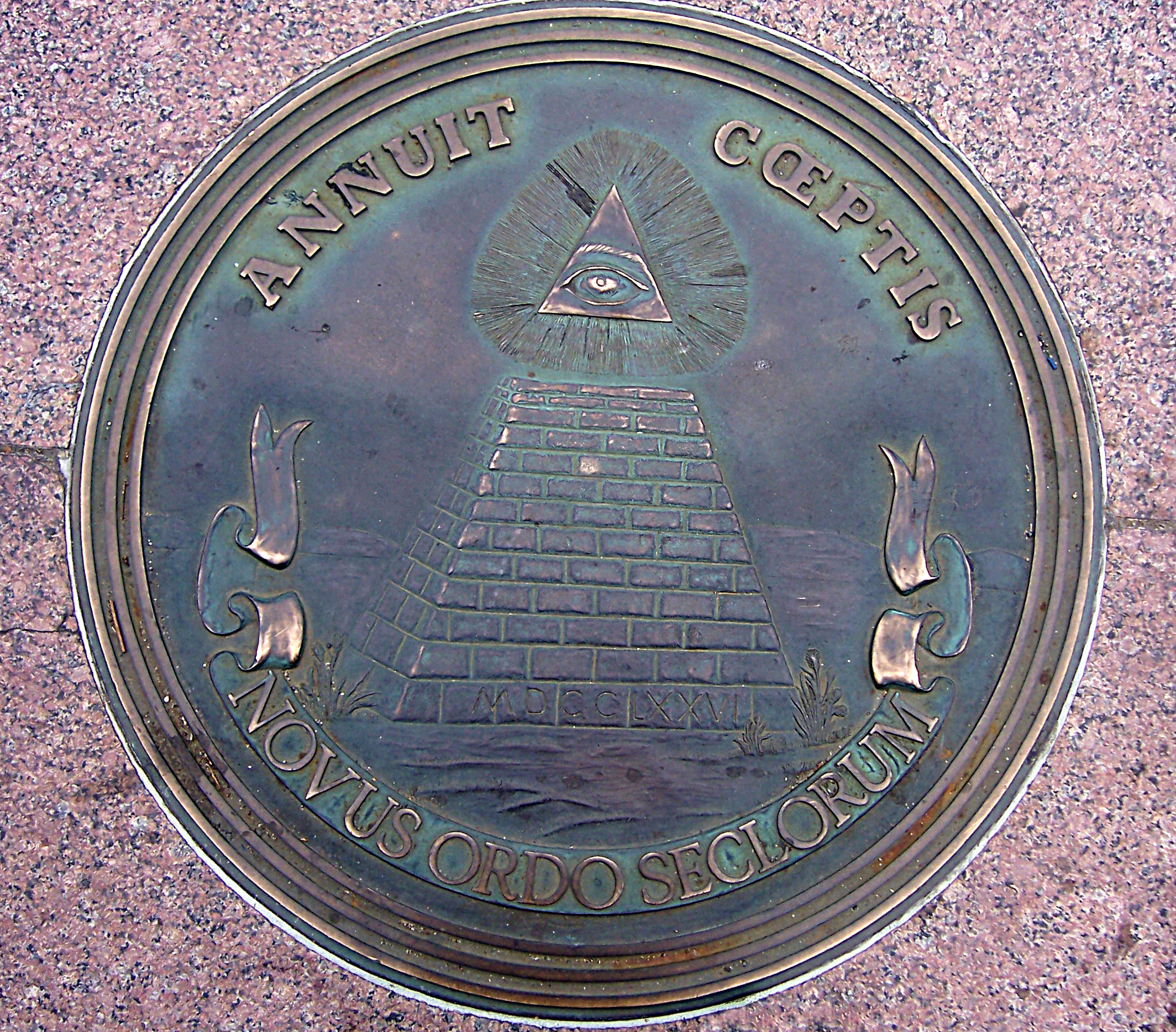
2006년 프리덤 플라자의 명판에 묘사된 국장의 뒷면
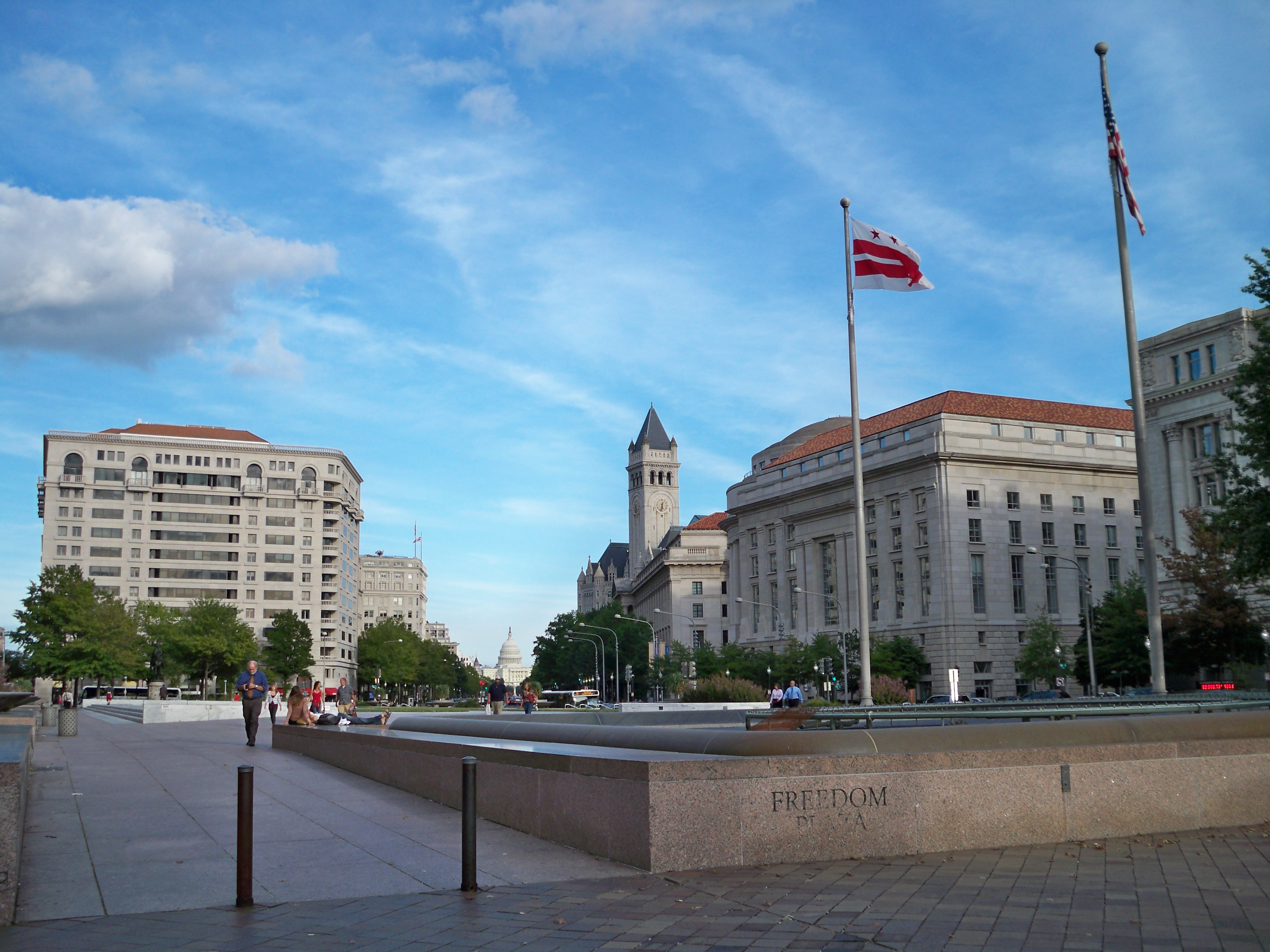
2009년 프리덤 플라자 남동쪽을 바라보는 모습. 펜실베이니아 애비뉴와 옛 우체국 건물이 보이며, 배경에 미국 국회의사당이 있다.
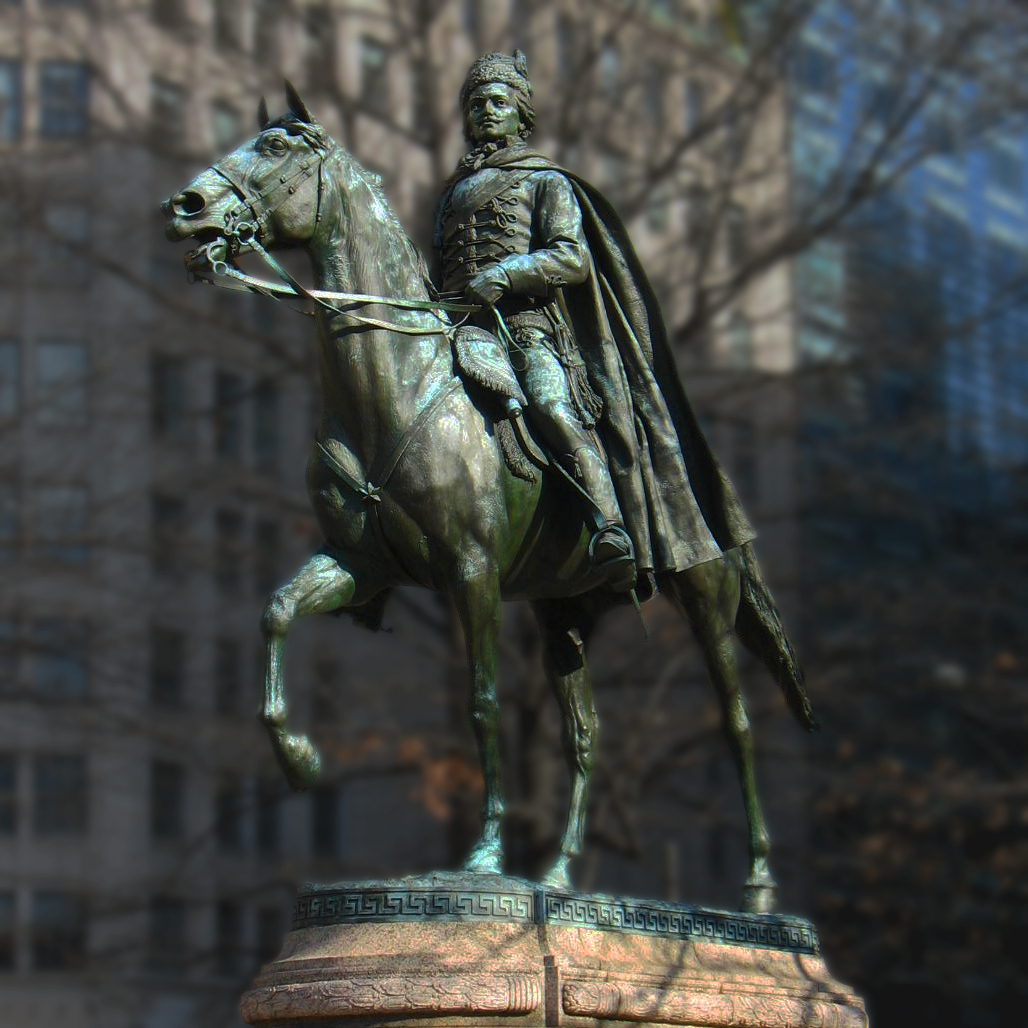
2014년 프리덤 플라자의 카지미에시 푸와스키 장군 동상
황혼 무렵 프리덤 플라자를 향한 북서쪽 전경